# Клим Шмат
Клим Феоктистович Шмат (Шматов; (1891 / 1900?, село Мишківка?, Стародубського району, Брянської області?, Чернігівської області — пом. ?, (після 1970 року)  — український лірник, відомий як "останній лірник Стародубщини", "апошні лірнік Браншчыны" (бел.), "останній лірник Сіверщини".

## Життєпис
Відомостой про життя Клима Шмата дуже мало. Климент Шмат є одним з останніх задокументованих лірників на території так званої Російської федерації.
До 1950-60-х його часто бачили граючим на колісній лірі на місцевих майданах і базарах або біля церков (в різних селах: Мішківка, Брянкустічі, Пятовськ, Унеча, Стародуб та околиці). 

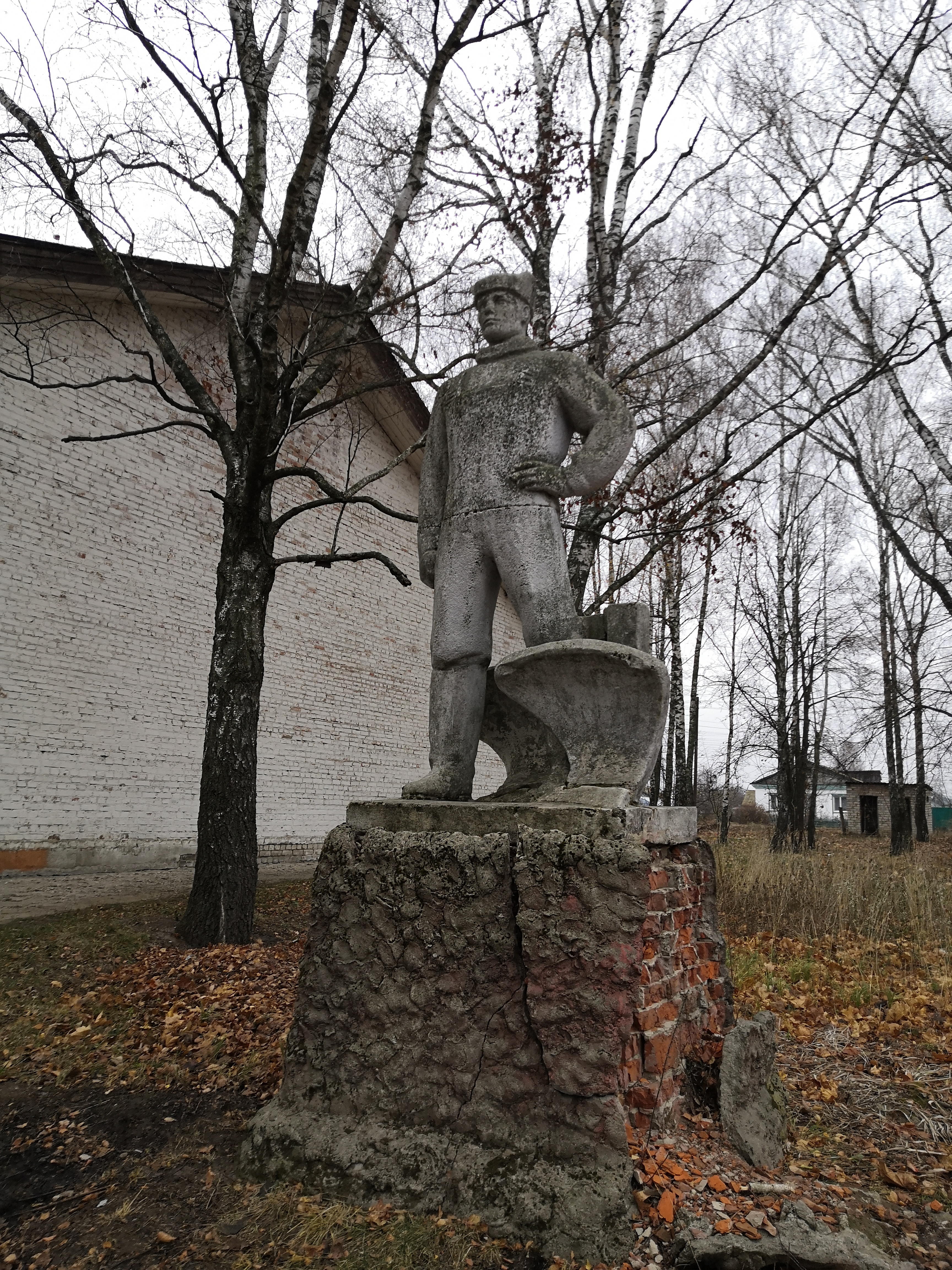
Пам'ятник плугатареві-колгоспнику в селі Мішківка Стародубського району Брянської області, 2019 рік.

Під час своєї експедиції Стародубщиною, а саме Стародубським і Погарським районами Брянської області, в 1953 році "Климента Шматова" записала  фольклорист Клавдія Георгіївна Світова, також вона записала тексти його дум і псальмів. 
Клавдія Георгіївна записала Клима Шмата як мешканця села Мишківка Стародубського району, де він оселився, бо його дружина - також сліпа, але трохи бачила і була за поводиря - походила з цього села.
На 1924 р., 35-річний Климент Ф. Шматов (лірник Клим Шмат) значиться в селі Брянкустічі Унечського району Стародубщини.
Свідки згадують, що часто переслідувався радянською міліцією через "волоцюзство". А його ліру, викупивши, Світова фактично врятувала. Можливо, саме тому на лірі не вистачає струн.  Радянська влада боролася не лише з лірництвом-кобзарством, а й з проявами рейлігійності взагалі. Так, наприклад, церкву в селі Мішківка, звичайно, спочатку закрили, зробили склад, як то часто буває, а згодом знищили зовсім.

## Ліра
Ліра Клима Шмата має сім клавіш і натягувач чотирьох струн: двох бурдонних і двох резонуючих посередені, хоча на самому інструменті бурдонні струни відсутні. 
Клим Шмат використовував по одній струні в якості бурдонної й мелодійної. Діапазон – від мі-бемоль першої октави до мі-бемоль другої. 
Колісну ліру Климента Шмата викупила під час експедиції Клавдія Світова і її росіяни тепер бережуть в кабінеті народної музики московської консерваторії, бо з ним лірницька традиція на Стародубщині припинилася (1953).

## Репертуар
Свідки розповідують, що в репертуарі Клима Шмата були духовні вірші (псальма, "духовний стих"), думи, міські романси, жартівливі чи танцювальні пісні, тощо.
Але Світова 1953 року зробила в будинку культури міста Стародуба, де була хоч якась апаратура, фонограму чотирьох псальмів їх текстів, які не пізніше 1965-1966 років видала в Москві як результат експедиції Стародубщиною. 
- "Рождество Твоє" / "Your Navity..."
- "Слава Вишньому!" / "Glory to the Lord"
- "Бєдниє птіци" / "The Poor Birds..."
- "Достойно єсть…" / "It Is Right"

"Климент Шмат — "Останній лірник Стародубщини (село Мішківка) / Сіверщини / Брянщини" (1953)" на YouTube

Три з цих записів було в 1999 році перевидано на диску "На улице девки гуляли..." - пісні та награші Сіверської Землі. "Young Girls Are Walking In The Street..." - Songs and folk-tunes of the Siversky Land " російським лейблом "Boheme Music".

Стародубсько-Вєтківський регіон унікальний злиттям культур: білоруської, української, єврейської, московської. Тут ще до недавна були живі традиції та обряди, що відсилають і до паганста. У той же час, гомельська Вітка та прилеглі райони – старовинний центр старообрядництва (старообрядці втікали від переслідувань, частіше, з північних областей імперії до України, Бессарабії, на Кавказ, тощо.), що наклало свій відбиток, також і на велику популярності жанру псальма (духовного вірша, "духовний стих").

## Клавдія Світова
На всіх колективних фото Клавдія Світова — крайня зліва.
Судячи з усього, коло інтересів Клавдії Георгіївни і діапазон її експедицій був дуже широкий, оскільки майже одразу після збірки "Народні пісні Брянської області" (1965, 1967) вона видала збірку "Народні пісні Брянської області і Забайкалля" (1967) - відстань між регіонами понад 6 тис. км. 
Аналізуючи репертуар і матеріали з експедиції Стародубщиною у авторському вступі до збірки, К.Г.Світова робить акцент на тому, що, по-перше, інструментальна музика і спів під колісну ліру є набагато рідшим явищем, ніж спів а капела, а Климент Шматов - "остання зірка". По-друге, композиції є здебільше двохголосими або багатоголосими, тобто є подібними на всі українські традиційні козацькі пісні Подніпров'я, що розповсюджені від Смоленська до Чорного Моря (наприклад, протяжні козацькі пісні Січеславщини, що охоранються ЮНЕСКО)  - вони ж є більш складними, ніж одноголосі, більш примітивні співи, наприклад, фіноугорських народів, або народів Півночі Росії, або Алтаю, тощо.  Судячи з пісень Климента Шмата, деякі запозичені із церковної літургії, і тому вказано глас (голос - один з багатьох).